# Amazonische grijze saltator
De Amazonische grijze saltator (Saltator coerulescens) is een zangvogel uit de familie Thraupidae (Tangaren).

## Verspreiding en leefgebied
Deze soort telt vier ondersoorten:
- S. c. azarae: het westelijk Amazonebekken.
- S. c. mutus: noordelijk en het noordelijke deel van Centraal-Brazilië.
- S. c. superciliaris: oostelijk Brazilië.
- S. c. coerulescens: oostelijk Bolivia, zuidwestelijk Brazilië, Paraguay, noordelijk Argentinië en Uruguay.